# Félix Thiollier
Pour les articles homonymes, voir Thiollier.
Maurice Félix Thiollier dit Félix Thiollier, né le 28 juin 1842 à Saint-Étienne (Loire) et mort le 12 mai 1914 dans la même commune, est un érudit stéphanois, historien et archéologue, artiste photographe, collectionneur et éditeur. 

## Biographie
Son père Claude Auguste Thiollier fut rubanier dans l’affaire de son beau-père après son mariage avec Emma Colard en 1826. Félix est le cinquième et dernier enfant de cette union. Il n’a que 12 ans à la mort de son père.
Après sa scolarité au collège Saint-Michel de Saint-Étienne, institution jésuite, puis chez les dominicains d’Oullins (Rhône), il renonce à l’école de Mines de Saint-Étienne, et fonde sa propre affaire de rubans. 
Il épouse en 1870 Cécile Testenoire-Lafayette et aura quatre enfants : 
- Noël en 1872, notaire et historien, participe aux publications de son père ;
- Maurice (1873-1960), médecin, chevalier de la Légion d'honneur, croix de guerre. Bienfaiteur très impliqué dans l'aide humanitaire  en tant que médecin et de Président de la Croix-Rouge, en particulier pendant la Seconde Guerre mondiale. Son nom est donné à une rue de Saint-Étienne quelques années après son décès.
- Emma en 1875, peintre et sculpteur ;
- Philippe en 1877, industriel rubanier.

C’est probablement en Angleterre où il séjourne (pendant les événements politiques de 1870) qu’il découvre l’intérêt de la photographie comme nouvelle technique de reproduction d’images.
Félix Thiollier fait fructifier son affaire et la laisse en gérance à son associé dès 1873 pour vivre de ses rentes, sans ostentation, et s’adonner à sa passion pour l’art et la photographie.

### Érudit, historien et archéologue par procuration
Sa vie d’artiste commence lorsqu’il se lance dans plusieurs défis, à l’exemple des missions héliographiques des années 1850 dressant l’inventaire photographique des richesses artistiques de la France, il a l’ambition d’explorer son département de la Loire. Il œuvre pour faire connaître et sauvegarder le patrimoine architectural local. 
Membre actif de la commission des beaux-arts à la ville de Saint-Étienne et de toutes les sociétés savantes de la région, il accumulera médailles et distinctions honorifiques. Il accumule les travaux, chantiers, publications, documents, connaissances, ouvrages en cours, déplacements...
Sous la houlette de son beau-père Claude-Philippe Testenoire-Lafayette, notaire honoraire à Saint-Étienne (Loire), il intègre la Société savante de La Diana sise à Montbrison (Loire) et publie plusieurs ouvrages sous son égide.
Il est décoré de la Légion d'honneur en 1895. 
Il fait l'acquisition de la Commanderie de Verrières dont la chapelle est classée en 1911, et habite une maison jouxtant celle-ci, sur la commune de Saint-Germain-Laval dans laquelle il reçoit ses amis comme : Charles Joseph  Beauverie (1839-1923),  Léon-Pierre Ducaruge (1843-1911), Auguste Ravier (1814-1895), Émile Noirot (1853-1924).

### Le photographe

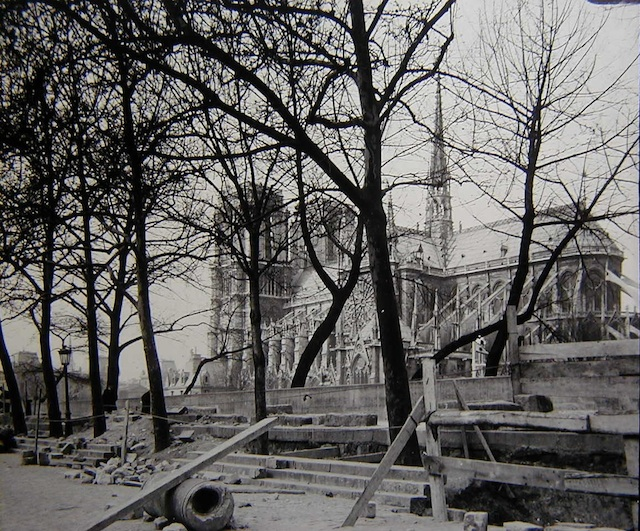
Notre-Dame de Paris début du XXe siècle.

Il ne considère pas la photographie comme l’égale de la peinture, ce qui traduit son admiration pour les peintres qu’il estime comme de véritables artistes.
En plein débat sur l’art desservi par la « mécanique » photographique et l’art noble qu’est la peinture Félix Thiollier vit intimement ce choc des cultures qui déclenche la polémique, Il restera un peu frustré de ne pas avoir été un grand artiste. Il compensera en multipliant les plaques et les clichés, qui restent à ce jour au nombre de 27 000 encore conservés par ses descendants.
Sa production se situe entre 1870 et 1914. Il bénéficie donc de l’expérience de ses aînés, puisqu’il n’appartient pas à la première génération des photographes français comme Le Gray, Le Secq, Marville ou Nègre.
Proche d’Antoine Lumière, il correspondra avec lui et ses fils de 1887 à 1913, ils échangeront de nombreux conseils techniques. À partir de 1903, Louis Lumière met au point la technique de l’autochrome par la fécule de pomme de terre. 
Dès 1907, il pratique de manière expérimentale l’autochrome avant sa commercialisation.
Félix Thiollier réalise la totalité de ses tirages lui-même, ce qui confère une qualité parfois inégale à sa production.
Pour ses publications, il fait d’importantes retouches par des moyens très personnels (retouches à la plume voire à la gouache) en allant parfois jusqu’à effacer l’épreuve positive à l’acide après l’avoir entièrement redessinée à la plume.
Dans sa production, on peut distinguer plusieurs thèmes de prédilection : 
- Les monuments du Forez,
- Les rues stéphanoises, les mines et les mineurs.
- Des portraits
- Son univers familial: chasse à Précivet, Verrières, fermes et travaux agricoles.
- Les paysages : arbres étangs...
- Les voyages : France, Italie, Belgique...
- Les paysages urbains et industriels ou miniers après 1900
- Paris

## Distinctions
- Chevalier de la Légion d'honneur

## Lieux d'exposition et de conservation des œuvres de Félix Thiollier
- Musée d'Orsay (Paris - France)
- Metropolitan Museum of Art (New York, NY - États-Unis)
- Musée d'Art de Setagaya (Tokyo - Japon)
- Art Institute of Chicago (Chicago, IL - États-Unis)
- San Francisco Museum of Modern Art (San Francisco, CA - États-Unis)
- Musée d'art moderne et contemporain de Saint-Étienne Métropole
- Archives départementales de la Loire
- Musée Joseph Déchelette (Roanne - France)
- National Gallery of Scotland (Edinburgh - Grande-Bretagne)

### Expositions

#### Expositions personnelles
- 10 novembre 1995 - 14 janvier 1996 : Félix Thiollier photographe, Musée d'art moderne de Saint-Étienne[4]

puis 12 octobre 1996 - 5 janvier 1997 : Cabinet d'arts graphiques, Staatsgalerie, Stuttgart.
- 2010 : Thiollier - Turn-of-the-Century French Photographer Rediscovered, Setagaya Art Museum, Tokyo.

- 13 novembre 2012 - 10 mars 2013 : Félix Thiollier (1842-1914), photographies, Musée d'Orsay, Paris[5].

- 2011 : Itinéraire pittoresque en Forez avec Félix Thiollier : Conseil général de la Loire, Charlieu, Saint-Nizier-sous-Charlieu, Pommiers-en-Forez, Château de la Bâtie d'Urfé.

- 12 novembre 2012 - 6 juin 2013 : Conversations sur le paysage. F. A. Ravier et F. Thiollier, les petits enchantements d'un peintre et d'un photographe de la province française, Galerie Michèle Chomette, Paris.

- 10 juillet 2015 - 31 mars 2016 : Félix Thiollier, la mine, le monde, Parc-musée de la mine Puits Couriot, Saint-Etienne[6].

#### Expositions collectives
- 2007 : La photographie au musée d'Orsay. Vingt ans d'acquisitions - 1986-2006, Musée d'Orsay, Paris.
- 2005 : La Photographie à l'Épreuve, Institut d'art contemporain de Villeurbanne.

## Collectionneur et ami des artistes
Collectionneur et amateur d'art, il côtoie et correspond avec de nombreux artistes : 
Les Lyonnais :
- Alfred Bellet du Poizat
- Charles Joseph Beauverie
- Henri Bidault
- Paul Borel
- Paul Flandrin
- François Guiguet
- Louis Janmot
- Louis Japy
- Paul-Émile Millefaut
- Émile Noirot
- François-Auguste Ravier
- Marcel Roux
- Joseph Trévoux
- Joseph Trouilleux

Les Parisiens :
- Henri Baron
- Charles Cottet,
- Henri Harpignies,
- Jean-Paul Laurens et ses enfants Jean-Pierre et Paul Albert
- Albert Maignan
- Ladislas de Paal
- Albert Porcher
- Joseph Communal
- Félix de Vuillefroy-Cassini
- Alfred Walhberg
- Paul Landowski

Les Stéphanois ou ligériens :
- Charles Beauverie
- Claude Delaroa
- Alexandre Dubouchet
- Léon Ducaruge
- Joanny Faure
- Stéphane Geoffray
- Henri Gonnard
- Leroux
- Meley
- Émile Noirot
- Gabriel Tyr
- Alexandre Séon

Il les soutient, les conseille  pour les questions matérielles et achète leur peinture. Son expérience d’homme d’affaires lui a valu nombre de successions à gérer à la mort de certains : Ravier, Janmot et Paul Borel …
L’inventaire des tableaux dressé à sa mort compte plus de 500 toiles ; l’art ancien est quasiment absent. Les écoles lyonnaise et de Barbizon y sont particulièrement bien représentées.

## Publications de Félix Thiollier
Outre son ouvrage majeur : Le Forez pittoresque et monumental, il publiera une quarantaine de livres tous largement illustrés par ses soins et ses amis artistes :
- avec Louis_Janmot : L'âme. Poème. Trente-quatre tableaux et texte explicatif par Louis Janmot. Avec le portrait de l'auteur et trente-quatre photographies au charbon d'après les originaux, 2 vol., Saint-Étienne, Théolier, 1881, IX-168 p. 35 pl. hors-texte
- avec Georges de Soultrait : Le Château de La Bastie d'Urfé et ses seigneurs… Planches gravées sous la direction de Félix Thiollier d'après ses dessins ou photographies Ouvrage publié sous les auspices de la Diana. Saint-Étienne, Théolier, 1886, VIII-58 p. 74 pl. h.-t.
- Soixante et un dessins de Ravier et deux portraits de l'auteur, l'un par Louis Janmot, l'autre par J. Faure, héliogravés sous la direction de Félix Thiollier, Lyon, Waltener, [1888], 61 pl.
- Le Forez pittoresque et monumental. Histoire & description du département de la Loire & de ses confins. Ouvrage illustré de 980 gravures ou eaux-fortes publié sous les auspices de la Diana, Lyon, Waltener, 1889. 2 vol. (XXXVII-451 p. ; LXXXVIII-725 p. ; 145 pl. h.-t.)
- « Les Motifs d'ornementation des faïences et rocailles de la Bastie et l'œuvre d'Augustin Vénitien », Bulletin de la Diana, no  V, 1889-1890, p. 155-156, 5 pl. h.-t.
- « La Vierge du Pilier à Saint-Galmier », Bulletin de la Diana, no  V, 1889-1890, p. 219-221, 1 pl. h.-t.
- L'Œuvre de Pierre Bossan, architecte né à Lyon en M DCCC XIV, mort à la Ciotat en M DCCC LXXXVIII. Ouvrage contenant 450 motifs d'architecture reproduit en héliogravure, Montbrison,  Brassart, 1891, 49 cm, 117 pl.
- avec Jean-Gabriel Bulliot, La mission et le culte de saint Martin d'après les légendes et les monuments populaires dans le pays éduen. Étude sur le paganisme rural. Ouvrage orné d'une carte et de deux cents gravures mythologiques, Autun, Dejussieu, Paris, Picard, 1892, 25 cm, IV-483 p. 180 fig., 12 pl. h.-t., 1 carte dépliante.
- L'Art roman à Charlieu et en Brionnais, Montbrison, Brassart, 1892, 31,5 cm, 104 p., 51 pl. h.-t.
- « Vestiges de l'art roman en Lyonnais », Bulletin archéologique, 1892, p. 396- 411, 11 fig., pl. XXV-XXVII.
- « Sculptures foréziennes de la Renaissance », Gazette des Beaux-Arts, vol. VII, 1892, p. 496-505.
- Louis Janmot et son œuvre M DCCC XIV - M DCCC XCII, Montbrison, Brassart, 1893. 25 cm, 12 p. 10 pl. h.-t.
- L'Art roman à Charlieu et dans les régions voisines. Ouvrage illustré de nombreuses gravures ou héliogravures publié sous les auspices de la Diana, Montbrison, Brassart, 1894 , 49 cm, 72 p. 86 photos en 51 pl.
- François Simon et ses œuvres. Portrait de l'artiste d'après une photographie. Héliogravures et gravures d'après les originaux, Montbrison, Brassart, 1894, 50 cm, 12 p. 14 pl. h.-t.
- « Débris du tombeau de saint Lazare à Autun », Bulletin archéologique, 1894, p. 445-457, 7 fig., XXII pl.
- Paul Flandrin peintre, Saint-Étienne, Théolier. 1896. 40 cm. 16 p. 51 pl. h.-t.
- Émile Noirot, peintre. Nombreuses reproductions de dessins originaux, Montbrison, Brassart, [1896], 41 cm. 24 p. 29 pl. h.-t.
- Clocher de la cathédrale de Valence, Congrès des Sociétés savantes, 1896.
- Excursions dans le département de la Loire, Saint-Étienne,  Théolier Thomas, 1897, 19,5 cm. 31 p. fig.
- avec le père Berthier : Le R. P. A. Danzas de l'ordre des Frères prêcheurs. Ses œuvres artistiques, Saint-Étienne,  Théolier, 1897, 41 cm, 109 pl. h.-t. en héliogravure.
- Le Musée des beaux-arts de Saint-Étienne, Saint-Étienne, Théolier, 1897, 17 cm, 7 p.
- avec Noël Thiollier : Art et archéologie dans le département de la Loire, Saint-Étienne, Théolier-Thomas, 1898, 30 cm, 124 p., 40 pl. h.-t.
- Le Puy et ses environs, guide indicateur illustré avec le concours artistique de MM. Beauverie, Noirot, F. Thiollier, Tardieu, Grangier, baron Reynaud, Vazeille, photographe, sous la dir. de Ph. Hedde, Le Puy, Marchessou, 1898, 19 cm, 55 p. ; p. 31 : "Bouzols et la Loire", photographie signée et datée 1864, "Rocher Corneille", signée et datée 1866.
- Auguste Ravier, peintre. M DCCC XIV - M DCCC XCV. Portraits de l'artiste et très nombreuses reproductions de ses dessins et de ses croquis, Saint-Étienne, Théolier-Thomas, 1899, 28 cm, 80 p.
- avec Noël Thiollier : Fouilles du mont Beuvray, ancienne Bibracte. Album, Saint-Étienne, Théolier-Thomas. 1899, 30 cm. IV p. 61 pl. h.-t.
- Art et Artistes foréziens, Saint-Étienne, Théolier-Thomas, 1900, 22 cm, 13 p. 16 fig., 2 pl. h.-t.
- avec Claude Philippe Testenoire-Lafayette : Histoire de Saint-Étienne. Nombreuses illustrations exécutées en phototypie ou photogravure sous la direction de F. Thiollier, Saint-Étienne, Théolier-Thomas, 1902, 27 cm, XXVI-402 p. 118 pl. h.-t.
- Bavardages artistiques et agricoles. Art et artistes foréziens (1901). Une ferme en Forez, Saint-Étienne, Théolier-Thomas, 1902, 22 cm, 27 p. 16 pl.
- « Un mystique au XIXe siècle : l'abbé Lacuria », Préface à : Abbé Lacuria. Les dernières confidences du génie de Beethoven, Paris, Bibliothèque de l'Occident, 1902, p. 5-18.
- avec Noël Thiollier, « L'église de Ternay (Isère) », Bulletin archéologique, 1902, p. 257-264, pl. XXIV-XXXI.
- avec Noël Thiollier : L'Architecture religieuse à l'époque romane dans l'ancien diocèse du Puy ... Nombreuses gravures ou héliogravures exécutées sous la direction de Félix Thiollier, Le Puy, Marchessou, [1902], 41 cm, IV-200 p. 72 pl. h.-t.
- Sculptures de la Renaissance trouvées à Saint-Étienne, Saint-Étienne, Théolier-Thomas, 1905, 6 p. 7 fig.
- L'Œuvre de Jean-Paul Laurens, Saint-Étienne, Théolier-Thomas, [1906], 45 cm, 31 p. 88 fig. 47 pl. h-t.
- Sculptures foréziennes des XVIe, XVIIe et XVIIIe siècles., Saint-Étienne, Théolier-Thomas, 1906, 24 cm, 22 p. 32 pl. h.-t.
- Guide de Saint-Étienne et du Forez, Saint-Étienne, Poméon,1906.
- signé T. de V. [Thiollier de Verrières], « Un buste du peintre Ravier », Le Gratin petite gazette dauphinoise, février 1908, p. 5-7.
- Monuments de la Loire. Charlieu, Verrières, Lyon, Lardanchet, 1911, 24 cm, 32 p. fig. 28 pl. h.-t.
- Croquis, dessins, aquarelles de A. Ravier, [1911], 17 cm, 1 p. 57 pl. h.-t.
- Paul Borel peintre et graveur lyonnais. 1828-1913, Lyon, Lardanchet, 1913,  33 cm, 100 p., fig., 23 pl. h.-t.
- Paul Lacuria, Contes, publiés par Félix Thiollier, préface par Joseph Serre, dessins, gravures (par Emma Thiollier et Louis Janmot), Lyon, Lardanchet, s.d. 25 cm, 110 p. 12 pl.
- Albert Porcher peintre, aquarelliste et aquafortiste. Eaux-fortes, reproductions d'aquarelles et de dessins originaux,  Saint-Étienne, s.d., 50 cm.